# Chilton (Oxfordshire)
Chilton es una villa situada en Oxfordshire, Inglaterra. Según el censo de 2011, tiene una población de 894 habitantes.
Está situada en el Vale of White Horse, aproximadamente a 6 km al suroeste de Didcot.
La parroquia fue parte de Berkshire, hasta que la Ley de Gobierno Local de 1972 transfirió el llamado Valle del Caballo Blanco a Oxfordshire.

## Historia
Una sección del Grim's Ditch forma parte de la frontera del sur de la parroquia. El prehistórico Ridgeway National Trail pasa por el sur del pueblo.
El libro Domesday, de 1086, incluye ya la parroquia.
En 1644 el pueblo fue lugar de un incidente menor durante la Segunda Batalla de Newbury, en la que los parlamentaristas británicos huyeron al ser atacados por los realistas.
La Iglesia Parroquial de Todos los Santos se construyó en el siglo XII. En 1976 la parroquia eclesiástica fue unida a la de Harwell.
La parte del sur del Campus Harwell de Ciencia e Innovación, incluyendo el laboratorio Rutherford Appleton, está situada en la parroquia.